# Cordillera de Kaimur
{{Ficha de montaña|mapa_loc=India} La cordillera de Kaimur (también llamada Kymore) es la porción oriental de la cordillera de Vindhya, de unos 483 kilómetros de longitud, que se extiende desde los alrededores de Katangi, en el distrito de Jabalpur de Madhya Pradesh, hasta los alrededores de Sasaram, en el distrito de Rohtas de Bihar. Pasa a través de las divisiones de Rewa y Mirzapur. La cordillera nunca se eleva más de unos pocos cientos de metros por encima de las llanuras circundantes y tiene una anchura máxima de unos 80 km

## La cordillera
La parte sur de la cordillera de Vindhyan hasta Katangi se llama cordillera de Bhander. Más allá de este punto, la escarpa que encierra el valle sin salida al mar de Sirampur y la cadena de colinas a continuación tiene el nombre de la Cordillera de Kaimur.
El rasgo fisiológico más importante en el este de Madhya Pradesh es la gran escarpa de Kaimur. Esta forma la cuenca o división de dos de los principales ríos de la India peninsular, el Son en el sur y el Tamsa o Tons en el norte. A lo largo de sus 483 km y en su continuación en el valle del Narmada, no es atravesada en ningún punto por ningún arroyo que fluya hacia el norte, con algunas excepciones menores. En todas partes la escarpa se eleva a una altura de 500 a 1000 pies por encima de las tierras bajas a sus pies. La característica única de la ausencia de cualquier desfiladero o brecha de viento a través de la escarpa de Kaimur indica que ningún arroyo de tamaño considerable ha fluido nunca hacia el norte a través de la escarpa
La cordillera de Kaimur atraviesa toda la longitud de las localidades de Maihar y Amarpatan del distrito de Satna en dirección este ligeramente inclinada hacia el norte. En Jhukehi, la cordillera se desplaza, produciendo el único hueco en toda la longitud de los Vindhyas. Se aprovecha el hueco para la construcción de la carretera de Mirzapur y la línea de ferrocarril Jabalpur-Allahabad.

## Mesetas y cascadas
A lo largo de la cordillera de Kaimur se extiende una serie de mesetas. Estas mesetas fluviales, consisten en una serie de mesetas descendentes, comenzando con la Meseta de Panna en el oeste, seguida por la Meseta de Bhander y la Meseta de Rewa y terminando con la Meseta de Rohtas en el este
Hay una línea de caída bien marcada a lo largo de estas mesetas, que se extiende desde Purwa o las Cataratas de Tons en el río Tons en la parte noroeste del distrito de Rewa de Madhya Pradesh en el oeste hasta Sasaram en el este. A lo largo de esta línea de falla se encuentran cientos de cascadas de entre 15 y 180 m de altura, ya que todos los principales ríos que emergen de la cordillera de Kaimur y que drenan hacia el norte forman enormes cascadas mientras descienden por el promontorio septentrional de la península india. Importantes cascadas a lo largo de esta línea de falla son: Las cataratas Purwa o Tons (70 m) en el río Tons (en el distrito de Rewa, MP), las cataratas Chachai (127 m) en el río Bihad, un afluente del río Tons, las cataratas Keoti (98 m) en el río Mahana, un afluente del río Tons, cataratas del Odda (145 m) en el río Odda, afluente del río Belah, que a su vez es afluente del río Tons, catarata del Devdari (58 m) en el río Karmanasa (meseta de Rohtas, Bihar), Telhar (80 m) en el río Suara Occidental (meseta de Rohtas), Cataratas de Suara (120 m) en el río Suara Este, cataratas de Durgawaati (80 m) en el río Durgavati (meseta de Rohtas), cataratas de Okharean Kund (90 m) en el río Gopath (meseta de Rohtas), cataratas de Dhuan Kund (30 m) (meseta de Rohtas cerca de Sasaram) en el río Dhoba, Las cataratas de Kuaridah (180 m) en el río Ausane, un afluente del río Son, meseta de Rohtas, las cataratas de Rakim Kund (168 m), en el río Gayghat, un afluente del río Ausane (meseta de Rohtas)
Se han descubierto pinturas rupestres prehistóricas en las colinas de Kaimur, Nawada y Jamui. También se descubrió un asentamiento neolítico en el grueso del aluvión, sobre la orilla del Ganges en Chirand. Las pinturas rupestres representan el estilo de vida prehistórico y el entorno natural. Las pinturas muestran el sol, la luna, las estrellas, los animales, las plantas, los árboles, los ríos y se cree que representan el amor hacia la naturaleza. Las pinturas también resaltan la vida diaria de los primeros humanos en Bihar, mostrando la caza, la carrera, el baile y el paseo. Las pinturas rupestres de Bihar no solo son idénticas a las del centro y el sur de la India, sino que también son similares a las de Europa y África. Las pinturas rupestres de Altamira en España y Lascaux en Francia son casi idénticas a las encontradas en Bihar. El ashram de Adi Satguru, situado cerca del templo de Maa Mundeshwari, cerca de Bhabhua (Kaimur), es de visita obligada.

## Áreas protegidas
Las áreas protegidas en la cadena de Kaimur incluyen: 
- Santuario de vida silvestre de Kaimoor en Uttar Pradesh
- Santuario de Vida Silvestre Chandra Prabha en Uttar Pradesh
- Santuario de vida silvestre de Kaimur en Bihar